# Juliet Gardiner
Juliet Gardiner (* 24. Juni 1945) ist eine britische Historikerin. Sie war eine der Herausgeber von History Today und ist eine Autorin, die die Sozialgeschichte Großbritanniens von der viktorianischen Zeit bis in die 1950er Jahre schildert.
Gardiner arbeitete als Research Fellow am Institute of Historical Research. Sie lehrte an der Middlesex University und der Oxford Brookes University in Oxford. Nach einer Zeit im Verlag Weidenfeld & Nicolson ist Gardiner seit dem Jahre 2001 hauptberuflich Schriftstellerin.

## Werke (Auswahl)
- in Zusammenarbeit mit dem Imperial War Museum:
  - 1999: From the Bomb to The Beatles 
  - 2005: The Children’s War: The Second World War Through the Eyes of the Children of Britain, ISBN 0-7499-5067-6
  - 2006: The Animals’ War: Animals in Wartime from the First World War to the Present Day
  - 2007: War on the Home Front
  - 2010: War on the Home Front
- als Herausgeberin:
  - 1996: The History Today Companion to British History, Collins & Brown, London
  - 2000: The Penguin Dictionary of British History
  - 2000: Who’s Who in British History, Collins & Brown, London
- als Autorin:
- 1994: D-Day: Those who Were there. Collins & Brown, London 1994, ISBN 1-85585-204-7.
- 1996: Oscar Wilde: A Life in Letters, Writings and Wit, Collins  Brown, London, ISBN 1-85585-242-X.
- 2000: The 1940s House.
- 2002: The Edwardian Country House.
- 2005: Wartime: Britain 1939–1945, paperback, Headline ISBN 978-0-7553-1028-9.
- 2009: The Thirties: An Intimate History. The Forgotten Decade, Harper Press 2010, ISBN 978-0-00-724076-0.
- 2010: The Blitz: The British Under Attack, Harper Press 2010, ISBN 978-0-00-724077-7.

| Personendaten    | Personendaten          |
| ---------------- | ---------------------- |
| NAME             | Gardiner, Juliet       |
| KURZBESCHREIBUNG | britische Historikerin |
| GEBURTSDATUM     | 24. Juni 1945          |